# Rotterdam Open 2018
Il Rotterdam Open 2018, conosciuto anche con il nome di ABN AMRO World Tennis Tournament 2018 per ragioni di sponsorizzazione, è stato un torneo di tennis che si è disputato su campi di cemento indoor. È stata la 45ª edizione del Rotterdam Open, facente parte dell'ATP World Tour 500 series nell'ambito dell'ATP World Tour 2018. Si è giocato nell'impianto dell'Ahoy Rotterdam, a Rotterdam nei Paesi Bassi, dal 12 al 18 febbraio 2018.

## Giocatori

### Teste di Serie
| Nazione     | Giocatore          | Ranking* | Testa di Serie |
| ----------- | ------------------ | -------- | -------------- |
| Svizzera    | Roger Federer      | 2        | 1              |
| Bulgaria    | Grigor Dimitrov    | 4        | 2              |
| Germania    | Alexander Zverev   | 5        | 3              |
| Belgio      | David Goffin       | 7        | 4              |
| Svizzera    | Stan Wawrinka      | 15       | 5              |
| Rep. Ceca   | Tomáš Berdych      | 16       | 6              |
| Francia     | Lucas Pouille      | 17       | 7              |
| Francia     | Jo-Wilfried Tsonga | 19       | 8              |
| Lussemburgo | Gilles Müller      | 28       | 8              |

* Ranking al 5 febbraio 2018.

### Altri partecipanti
I seguenti giocatori hanno ricevuto una wild card per il tabellone principale:
- Félix Auger-Aliassime
- Thiemo de Bakker
- Roger Federer
- Tallon Griekspoor

Il seguente giocatore ha avuto accesso al tabellone principale come special exempt:
- Marius Copil

I seguenti giocatori sono passati dalle qualificazioni:

- Ruben Bemelmans
- Pierre-Hugues Herbert
- Martin Kližan
- Daniil Medvedev

I seguenti giocatori sono entrati in tabellone come lucky loser:
- Nicolas Mahut
- Andreas Seppi

### Ritiri
Prima del torneo
- Roberto Bautista Agut → sostituito da  João Sousa
- Nick Kyrgios → sostituito da  Viktor Troicki
- Jo-Wilfried Tsonga → sostituito da  Andreas Seppi
- Benoît Paire → sostituito da  Nicolas Mahut

Durante il torneo
- Richard Gasquet
- David Goffin
- Tomáš Berdych

## Punti
| Evento    | V   | F   | SF  | QF | 2T | 1T   | Q  | Q2 | Q1 |
| Singolare | 500 | 300 | 180 | 90 | 45 | 0    | 20 | 10 | 0  |
| Doppio    | 500 | 300 | 180 | 90 | 0  | N.D. | 45 | 25 | 0  |

## Montepremi
| Evento    | V        | F        | SF      | QF      | Round of 16 | Round of 32 | Q2     | Q1     |
| Singolare | €371,620 | €182,185 | €91,680 | €46,620 | €24,210     | €12,770     | €2,825 | €1,440 |
| Doppio *  | €111,890 | €54,780  | €27,480 | €14,100 | €7,290      | N.D.        | N.D.   | N.D.   |

* per team

## Campioni

### Singolare
Roger Federer ha battuto in finale  Grigor Dimitrov, con il punteggio di 6–2, 6–2.
- È il novantasettesimo titolo in carriera per Federer, il secondo della stagione.

### Doppio
Pierre-Hugues Herbert /  Nicolas Mahut hanno battuto in finale  Oliver Marach /  Mate Pavić, con il punteggio di 2–6, 6–2, [10–7].